# إدوارد أرتيغاس
إدوارد أرتيغاس (بالفرنسية: Édouard Artigas)‏ هو مبارز بالسيف فرنسي، ولد في 26 فبراير 1906 في باريس في فرنسا، وتوفي في 25 فبراير 2001 في أنتيب في فرنسا.

## وصلات خارجية
- إدوارد أرتيغاس على موقع أوليمبيديا (الإنجليزية)